# Ningbo International Tennis Open
Ningbo International Tennis Open — тенісний турнір туру WTA, який проводиться з 2010 року (з перервами) на відкритих твердих кортах у Нінбо, КНР. Належить до категорії WTA 250. 

## Фінали

### Жінки, одиночний розряд
| Рік                                   | Чемпіонка         | Фіналістка           | Рахунок            |
| ------------------------------------- | ----------------- | -------------------- | ------------------ |
| 2024                                  | Дарія Касаткіна   | Мірра Андрєєва       | 6–0, 4–6, 6–4      |
| ↑ Турніри WTA 500 ↑                   |                   |                      |                    |
| 2023                                  | Унс Джабір        | Діана Шнайдер        | 6–2, 6–1           |
| ↑ Турніри WTA 250 ↑                   |                   |                      |                    |
| 2015–22                               | Не проводився     | Не проводився        | Не проводився      |
| 2014                                  | Магда Лінетт      | Ван Цян              | 3–6, 7–5, 6–1      |
| 2013                                  | Бояна Йовановські | Чжан Шуай            | 6–7(7–9), 6–4, 6–1 |
| ↑ Турніри WTA 125 ↑                   |                   |                      |                    |
| 2012                                  | Сє Шувей          | Чжан Шуай            | 6–2, 6–2           |
| 2011                                  | Анастасія Якімова | Сема Еріка           | 7–6(7–3), 6–3      |
| 2010                                  | Альберта Бріанті  | Магдалена Рибарикова | 6–4, 6–4           |
| ↑ Жіночий світовий тенісний тур ITF ↑ |                   |                      |                    |

### Жінки, парний розряд
| Рік                                   | Чемпіонки                        | Фіналістки                       | Рахунок               |
| ------------------------------------- | -------------------------------- | -------------------------------- | --------------------- |
| 2023                                  | Лаура Зігемунд · Віра Звонарьова | Ґо Ханю Цзян Сіньюй              | 4–6, 6–3, [10–5]      |
| ↑ Турніри WTA 250 ↑                   |                                  |                                  |                       |
| 2015–22                               | Не проводився                    | Не проводився                    | Не проводився         |
| 2014                                  | Аріна Родіонова Ольга Савчук     | Хань Сіньюнь Чжан Кайлінь        | 4–6, 7–6(7–2), [10–6] |
| 2013                                  | Латіша Чжань Чжан Шуай           | Ірина Бурячок Оксана Калашникова | 6–2, 6–1              |
| ↑ Турніри WTA 125 ↑                   |                                  |                                  |                       |
| 2012                                  | Аояма Сюко Чжан Кайчжень         | Лужанська Тетяна Чжен Сайсай     | 6–2, 7–5              |
| 2011                                  | Лужанська Тетяна Чжен Сайсай     | Чжань Цзіньвей Хань Сіньюнь      | 6–4, 5–7, [10–4]      |
| 2010                                  | Чжань Цзіньвей Чень Ї            | Джилл Крейбас Ольга Савчук       | 6–3, 3–6, [10–8]      |
| ↑ Жіночий світовий тенісний тур ITF ↑ |                                  |                                  |                       |

### Чоловіки, одиночний розряд
| Рік  | Чемпіон        | Фіналіст             | Рахунок            |
| ---- | -------------- | -------------------- | ------------------ |
| 2019 | Ясутака Утіяма | Стівен Діес          | 6–1, 6–3           |
| 2018 | Томас Фаббіано | Праджнеш Гуннесваран | 7–6(7–4), 4–6, 6–3 |
| 2017 | Михайло Южний  | Таро Даніель         | 6–1, 6–1           |
| 2016 | Лу Єнь-Сюнь    | Хірокі Морія         | 6–3, 6–1           |
| 2015 | Лу Єнь-Сюнь    | Юрген Зопп           | 7–6(7–3), 6–1      |
| 2012 | Петер Гойовчик | Jeong Suk-young      | 6–3, 6–1           |
| 2011 | Лу Єнь-Сюнь    | Юрген Зопп           | 6–2, 3–6, 6–1      |

### Чоловіки, парний розряд
| Рік  | Чемпіони                            | Фіналісти                            | Рахунок                |
| ---- | ----------------------------------- | ------------------------------------ | ---------------------- |
| 2019 | Ендрю Гарріс Марк Полменс           | Алекс Болт Метт Рейд                 | 6–0, 6–1               |
| 2018 | Ґун Маосінь Чжан Цзе                | Сє Чженбен Крістофер Рунґкат         | 7–5, 2–6, [10–5]       |
| 2017 | Раду Албот Jose Statham             | Джіван Недунчежіян Крістофер Рунґкат | 7–5, 6–3               |
| 2016 | Жонатан Ейссерік Сергій Стаховський | Стефан Козлов Акіра Сантіллан        | 6–4, 7–6(7–4)          |
| 2015 | Дуді Села Амір Вайнтрауб            | Нікола Мектич Франко Шкугор          | 6–3, 3–6, [10–6]       |
| 2012 | Санчай Ратіватана Сончат Ратіватана | Ґун Маосінь Чжан Цзе                 | 6–4, 6–2               |
| 2011 | Каран Растогі Дівідж Шаран          | Ян Герних Юрген Зопп                 | 3–6, 7–6(7–3), [13–11] |